# مالكوم كيلي
مالكوم كيلي (بالإنجليزية: Malcolm Kelly)‏ هو لاعب كرة قدم أمريكية أمريكي، ولد في 30 ديسمبر 1986 في لونغفيو في الولايات المتحدة.

## وصلات خارجية
- مالكوم كيلي على موقع مرجع كرة القدم المحترفة.كوم (الإنجليزية)